# Joseph Schleifstein
Joseph Schleifstein (Sandomierz, 7 marzo 1941) è un superstite dell'Olocausto polacco naturalizzato statunitense, scampato al campo di concentramento di Buchenwald.
Fu a 4 anni, assieme a Stefan Jerzy Zweig, il più piccolo tra il migliaio di Bambini di Buchenwald presenti al campo al momento della liberazione.

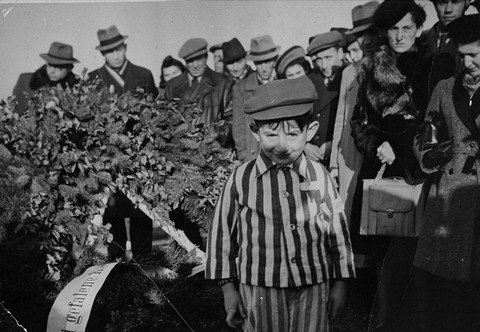
Indossata nuovamente la sua uniforme di prigioniero, Joseph partecipa nel 1946(?) a una cerimonia commemorativa

## Biografia
Josef Janek Szlajfsztajn (Joseph Schleifstein) nasce nel 1941 a Sandomierz in Polonia durante l'occupazione tedesca da una famiglia ebraica. Il padre Izrael, la madre Esther e il figlioletto si trovarono confinati nel ghetto di Sandomierz per tutto il periodo della sua esistenza, dal giugno 1942 al gennaio 1943. Alla liquidazione del ghetto, la famiglia fu trasferita nel ghetto di Częstochowa, dove i genitori furono impiegati nel lavoro coatto nei vari stabilimenti della HASAG presenti in zona. Il bambino dovette in questo periodo essere continuamente tenuto nascosto per sfuggire alle deportazioni. Nel gennaio 1945 la famiglia, con l'avvicinarsi del fronte fu deportata in Germania. La madre fu separata ed inviata al campo di concentramento di Bergen-Belsen. Padre e figlio giunsero invece al campo di concentramento di Buchenwald il 20 gennaio 1945. Nella confusione generale il padre riuscì a tenere nascosto il bambino dentro un sacco dove teneva i suoi strumenti per la lavorazione del cuoio e a farlo entrare con sé nel campo. 
Grazie alla connivenza di altri prigionieri (nel campo di Buchenwald molti dei kapo erano prigionieri politici comunisti legati fra loro in un'efficace rete clandestina), il bambino fu registrato come prigioniero del campo: gli fu assegnato un numero (il 116.543) e la divisa dei reclusi. Persino alcune delle guardie SS lo prendono a benvolere, come una piccola mascotte. Il bambino partecipa agli appelli, ma trascorre il suo tempo liberamente nelle baracche, esentato dal lavoro, e tenuto nascosto solo in occasione delle (rare) visite di ufficiali SS. Nonostante gli fosse concesso di vivere (grazie anche alle abilità di lavoratore specializzato del padre), Joseph fu esposto come tutti i prigionieri alle dure condizioni del campo, alla fame, al freddo e alle malattie. Padre e figlio riuscirono comunque a sopravvivere.
Quando il 12 aprile 1945 le truppe statunitensi liberano il campo vi trovarono tra gli oltre 21.000 prigionieri anche un migliaio di bambini e adolescenti. I bambini di Buchenwald furono il gruppo più numeroso di bambini ritrovato in vita in un campo di concentramento. L'organizzazione clandestina di Buchenwald aveva fatto tutto il possibile per dare loro protezione e futuro.  
A 4 anni Stefan Jerzy Zweig (al campo dall'agosto 1944) e Joseph Schleifstein (giuntovi nel gennaio 1945) furono i più piccoli tra i Bambini di Buchenwald presenti al momento della liberazione. Il più giovane prigioniero di cui si abbia notizia al campo è Yidele Henechowicz (nato nel 1942) che giunse a Buchenwald nel dicembre 1944 ma immediatamente trasferito nel gennaio 1945 al campo di concentramento di Bergen-Belsen. 
Del piccolo Schleifstein esistono numerose fotografie che lo ritraggono al campo nei giorni e nelle settimane successive alla liberazione. In alcune di esse il piccolo indossa l'uniforme di prigioniero (divenuta una specie di divisa da indossare in foto commemorative), in altre veste con la divisa che fu cucita per i bambini del campo adottando delle uniforme militari tedesche. Famosa tra tutte è la foto che lo ritrae seduto al campo sul predellino di un autocarro della UNRRA (United Nations Relief and Rehabilitation Administration). 
Dopo alcune settimane Joseph e il padre furono trasferiti per cure ad un centro medico in Svizzera. Alcuni mesi dopo rientrarono in Germania, a Dachau, dove si riunirono alla madre, anch'ella sopravvissuta alla prigionia. La vicenda del bambino incuriosì la stampa, e ci furono altre interviste e  fotografie, in alcune delle quali Joseph, ora cresciuto e in miglior salute, torna a indossare per l'occasione l'uniforme del campo. A Dachau Joseph e il padre parteciparono anche come testimoni dell'accusa al processo, svoltosi davanti ad un tribunale militare statunitense tra l'aprile e l'agosto del 1947, che si concluse con la condanna a morte di 22 tra i 31 imputati e pene detentive per i rimanenti.
Nel 1948 Joseph e la sua famiglia erano giunti come emigranti negli Stati Uniti. Per i successivi 50 anni Joseph mantenne un riserbo totale sulla sua esperienza anche con i propri figli. Fu solo dopo che il successo internazionale del film La vita è bella di Roberto Benigni (1997) che attrasse l'attenzione sulle reali possibilità di sopravvivenza di un bambino così piccolo in un campo di concentramento che nel 1999 Joseph decise di rompere il silenzio. Joseph vive ora a New York. Suo padre era morto negli anni cinquanta, e sua madre lo aveva da poco seguito nel 1997. Joseph ha lavorato per 25 anni per la compagnia telefonica AT&T ed è ora in pensione.

## Foto d'archivio
A Buchenwald erano presenti tra i sopravvissuti due bambini di 4 anni: Joseph Schleifstein (Janek Szlajtsztajn) e Stefan Jerzy Zweig. Le fonti spesso li confondono, spesso attribuendo a l'uno o all'altro le stesse foto. Joseph Schleifstein (Janek Szlajtsztajn) è chiaramente identificato nelle foto dai vestiti dove è cucito il numero di prigionia 116.543, che indossa al campo e quindi in occasione di interviste e celebrazioni. Due foto lo ritraggono quindi a Rheinfelden (Svizzera) dove soggiorna con il padre e altri bambini di Buchenwald. Nella foto finali a Dachau è riunito a entrambi i genitori. Anche Stefan Jerzy Zweig è identificabile dai vestiti che indossa e dal numero diverso, in particolare dal fatto che è il bambino che a Buchenwald porta degli stivali (Joseph invece ha degli scarporcini).   

### A Buchenwald, subito dopo la liberazione
- (DE) Porträtfoto des befreiten Häftlingskindes Janek Szlajtsztajn (Haft-Nr. 116543) (1945), su fotoarchiv.buchenwald.de.
- (EN) Joseph Schleifstein, a four-year-old survivor of Buchenwald, sits on the running board of an UNRRA truck soon after the liberation of the camp (1945), su collections.ushmm.org.

### A Rheinfelden (Svizzera) con il padre
- (DE) Das befreite Häftlingskind Janek Szlajtsztajn (Haft-Nr. 116543) mit seinem Vater Israel Szlajtsztajn. an einem polnischen Grenzübergang (1945), su fotoarchiv.buchenwald.de.
- (DE) Eine Gruppe von Kindern und Jugendlichen aus dem befreiten Konzentrationslager Buchenwald im Quarantänelager Rheinfelden in der Schweiz. In der Bildmitte: Janek Szlajtsztajn (Haft-Nr. 116543). (1945), su fotoarchiv.buchenwald.de.

### In occasione di una cerimonia commemorativa
- (EN) Dressed in his former concentration camp uniform, the Jewish DP child Joseph Schleifstein (?) attends a memorial service in Buchenwald (1946), su collections.ushmm.org.
- (EN) Jewish DPs [including Joseph Schleifstein?] attend a memorial service in the Buchenwald concentration camp (I) (1946), su collections.ushmm.org.
- (EN) Jewish DPs [including Joseph Schleifstein?] attend a memorial service in the Buchenwald concentration camp (II) (1946), su collections.ushmm.org.
- (EN) Jewish DPs [including Joseph Schleifstein?] attend a memorial service in the Buchenwald concentration camp (III) (1946), su collections.ushmm.org.

### A Dachau con la famiglia
- (EN) Portrait of Joseph Schleifstein wearing his old Buchenwald uniform (1946), su collections.ushmm.org.
- (EN) Joseph Schleifstein, wearing his old Buchenwald uniform, is interviewed by a journalist (1946), su collections.ushmm.org.

- (EN) Portrait of Joseph Schleifstein wearing his concentration camp uniform a year or two after his liberation (1947), su collections.ushmm.org.
- (EN) Portrait of a Jewish DP family in postwar Germany [Israel, Esther and Joseph Schleifstein] (1947), su collections.ushmm.org.